# Oscar Malmborg (officer)

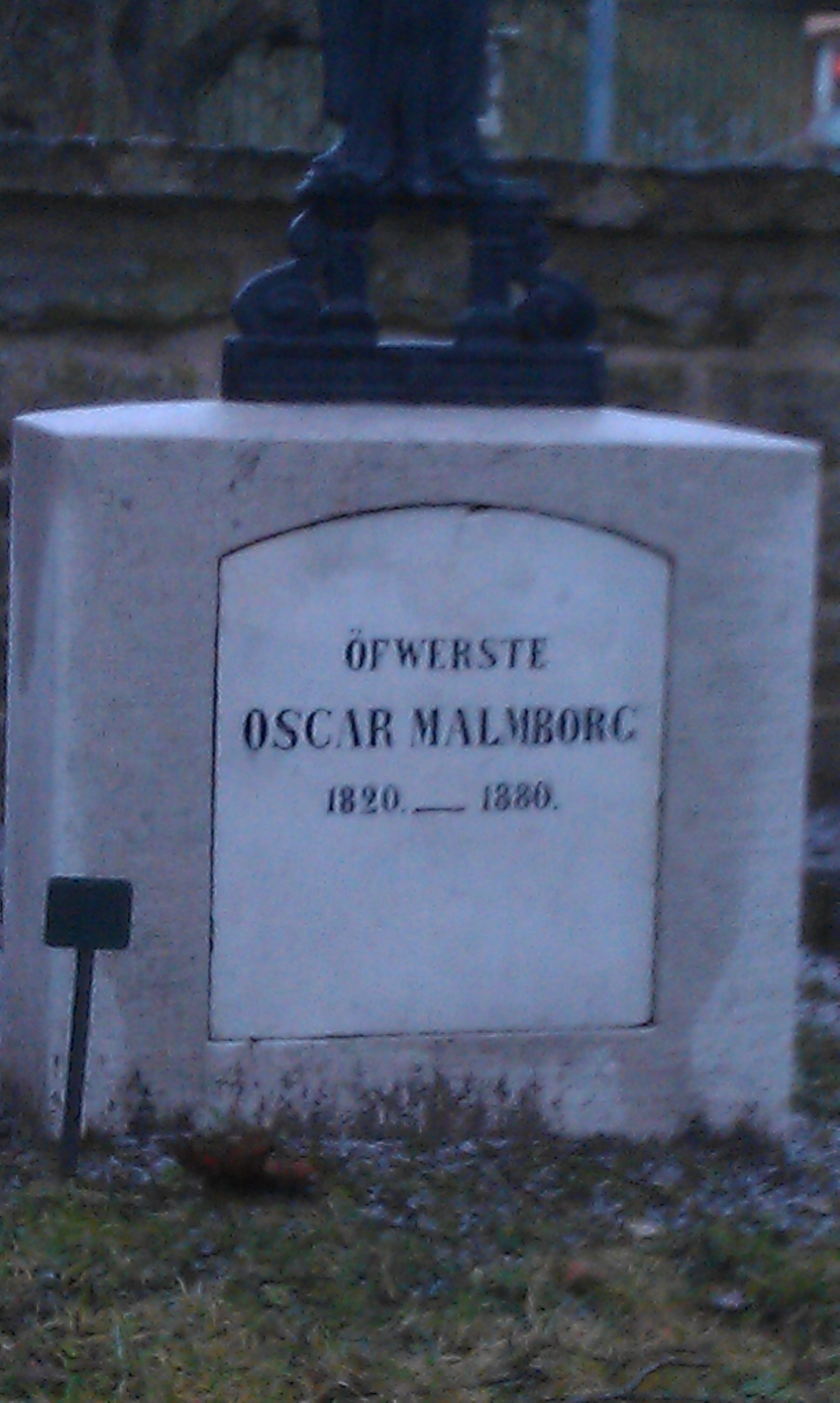
Oscar Malmborgs grav på Östra kyrkogården i Visby.

Frans Oscar Malmborg, född 29 februari 1820 på Rågåkra gård i Kräklingbo socken på Gotland, död 29 april 1880 i Visby, var en svensk-amerikansk militär berömd för sina insatser i amerikanska inbördeskriget.

## Biografi

### Bakgrund
Malmborg var son till kapten Pehr Gustaf Malmborg (1777-1828), som hade dekorerats med guldmedalj för sina insatser vid slaget vid Svensksund 1790 vid tretton års ålder. Oscar Malmborg emigrerade till USA 1846 och stred i det mexikansk–amerikanska kriget.

### Karriär
Mellan 1853 och 1861 arbetade han som immigrationsagent för Illinois Central Railroad. Han återvände till Europa för att uppmuntra till emigration till USA.
Den 22 november 1861 erkände president Abraham Lincoln Malmborg som Sveriges och Norges vicekonsul för Sverige och Norge i Chicago. Samma år återvände han till det militära och utnämndes till överstelöjtnant i nordstatsarmén.
Under slaget vid Shiloh blev överste David Stuart allvarligt sårad. Malmborg fick då tillfälligt träda in som befälhavare för femte divisionens andra brigad. Femte divisionen leddes av brigadgeneral William Tecumseh Sherman. Under framryckningen mot Corinth, Mississippi, förutspådde Malmborg korrekt vad sydstatstrupperna försökte göra. I en officiell rapport den 10 april 1862 skrev överste Stuart om Malmborg: "Han uppfattade omedelbart målet med varje rörelse fiende gjorde; han kunde råda mig snabbt och korrekt hur jag skulle använda mina män. Han var uppmärksam, noggrann, modig och oändligt värdefull för mig." General Ulysses S. Grant uppmärksammade detta och berömde Malmborg.
Efter att Stuart avgått den 3 april 1863 blev Malmborg permanent befälhavare för brigaden. Malmborg avgick i sin tur den 20 september 1864. Den 1 januari 1865 blev Malmborg utsedd till överste i "First Veteran Army Corps" under general Winfield Scott Hancock och fick som uppgift att leda rekryteringen av soldater i Illinois. Han avgick från denna tjänst den 31 maj samma år.

### Senare år
Uppmuntrad av Sherman publicerade Malmborg sina memoarer från inbördeskriget. Han valde titeln Tjensteförteckning, och de publicerades i Chicago 1871. Nästan blind återvände Malmborg till Sverige 1874 och bosatte sig i Visby där han levde på sin amerikanska pension. En del av hans brev har redigerats och givits ut av A. A. Stomberg. Malmborg dog vid 60 års ålder i Visby den 29 april 1880.